# Zettelkasten
Zettelkasten (em alemão significa "caixa com notas", no plural Zettelkästen) consiste em pequenas anotações guardadas em fichas de papel que podem ser conectadas umas às outras a partir do assunto principal (título de cada uma delas) ou outros tipos de metadados como números ou etiquetas.

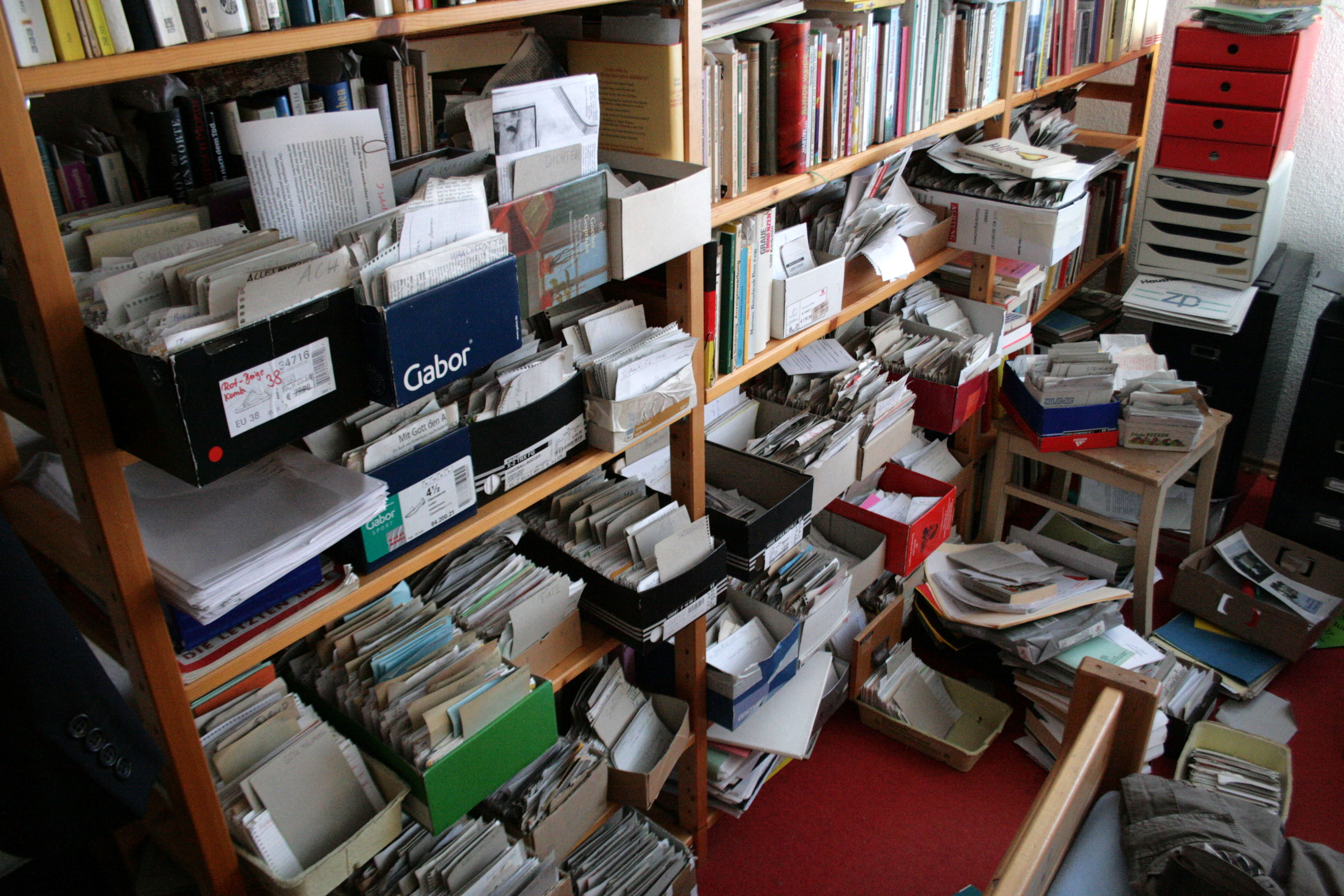
O Zettelkasten físico (ou fichário) de um pesquisador na Alemanha

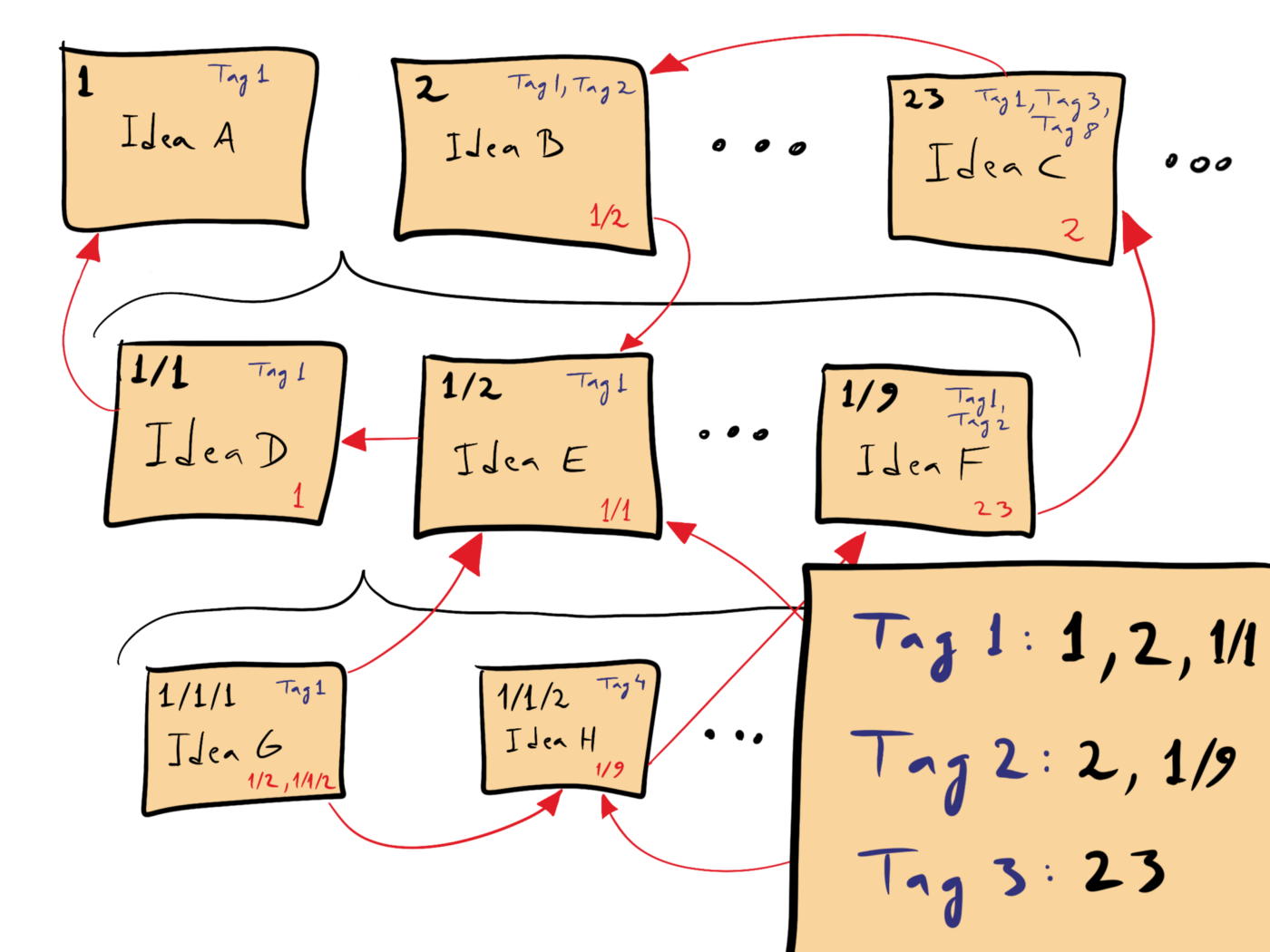
Um fichário para gerenciamento pessoal de conhecimento pode ser feito de notas contendo números, etiquetas e inter-referências para outras notas (em vermelhor). Um sumário de etiquetas (canto direito) auxilia na organização das inter-referências.

O Zettelkasten tem sido usado como um sistema de anotações e de gerenciamento pessoal de conhecimento para  pesquisa, estudo e escrita.
Nos anos 1980, os fichários passaram a ser usados como uma metáfora para explicar a interface de alguns sistemas  pessoais de gerenciamento de dados para conhecimento. 
Nos anos 1990, esse tipo de software de gestão de conhecimento inspirou a criação das wikis. 

## Uso na gestão de conhecimento pessoal
Na pesquisa, estudo e escrita, um fichário de Zettelkasten consiste em muitas fichas individuais com ideias e outras informações curtas que são anotadas à medida que ocorrem ou são adquiridas. As fichas podem ser numeradas hierarquicamente para que novas fichas possam ser inseridas em no local apropriado e contêm metadados para permitir que o anotador associe as fichas entre si. Por exemplo, as notas podem conter título, assunto ou etiquetas com metadados que descrevem os principais aspectos da anotação e podem fazer referência a outras fichas. A numeração, metadados, formato e estrutura das fichas estão sujeitos a variações dependendo do método específico empregado.
O sistema não só permite que um pesquisador armazene e recupere informações relacionadas à sua pesquisa, mas também tem sido usado há muito tempo para aumentar a criatividade.